# Barathrodemus nasutus
Barathrodemus nasutus är en fiskart som beskrevs av Smith och Radcliffe, 1913. Barathrodemus nasutus ingår i släktet Barathrodemus och familjen Ophidiidae. Inga underarter finns listade.